# Daniel Mąka
Daniel Mąka (ur. 30 kwietnia 1988 w Warszawie) – polski piłkarz występujący na pozycji pomocnika, trener, zawodnik klubu Orzeł Parzęczew.

## Kariera klubowa
Daniel Mąka jest wychowankiem Agrykoli Warszawa, skąd w 2005 roku trafił do Polonii Warszawa. Początkowo występował w zespole rezerw. W pierwszym zespole zadebiutował 10 maja 2006 roku, kiedy to w 71. minucie meczu z Pogonią Szczecin zmienił Igora Gołaszewskiego. Spotkanie zakończyło się remisem 1:1. W następnym spotkaniu z Arką Gdynia młody napastnik wystąpił od pierwszej minuty.
Polonia spadła z Ekstraklasy i Mąka w kolejnym sezonie otrzymywał więcej szans. 7 października w wygranym 3:1 meczu z Zagłębiem Sosnowiec zdobył pierwszą bramkę dla Polonii. Ostatecznie sezon zakończył z dwoma bramkami, które zdobył w 22 spotkaniach. Rok później był już bardziej skuteczny i strzelił 6 goli w 29 meczach, czym przyczynił się do awansu "Czarnych Koszul".
Już w pierwszym meczu sezonu 2008/2009 Mąka zdobył bramkę w derbowym meczu z Legią Warszawa (remis 2:2). 13 września w wygranym 4:0 meczu z Polonią Bytom strzelił hat-tricka. Do końca sezonu zdobył jeszcze dwie bramki. Mąka otrzymywał coraz mniej szans od trenera i 3 sierpnia został wypożyczony do Termaliki Bruk-Bet Nieciecza. W barwach tego zespołu rozegrał 15 spotkań i zanotował 2 asysty w I lidze.
2 sierpnia 2011 Daniel Mąka rozwiązał kontrakt z Polonią Warszawa i związał się z Polonią Bytom, gdzie grał przez kolejny rok. Dla tego zespołu zdobył 7 bramek w 29 występach w I lidze.
9 lipca 2012 podpisał kontrakt z pierwszoligowym Zawiszą Bydgoszcz. Już w debiucie z Sandecją Nowy Sącz strzelił dwie bramki. Ogółem w sezonie 2012/2013 rozegrał w barwach Zawiszy 26 meczów w I lidze, w których zdobył 7 bramek i wygrywając rozgrywki I ligi, wywalczył z tym klubem awans do Ekstraklasy. Po sezonie Zawisza nie przedłużył kontraktu z piłkarzem.
1 sierpnia 2013 podpisał roczny kontrakt z GKS-em Tychy. W zespole debiutował 3 sierpnia 2013 w meczu I ligi z Arką Gdynia. W sezonie 2013/2014 biorąc pod uwagę wszystkie rozgrywki, zagrał w 20 spotkaniach GKS-u, dwukrotnie asystując przy bramkach kolegów.
11 lipca 2014 został zaprezentowany jako nowy zawodnik Bytovii Bytów. Debiut zaliczył 19 lipca 2014 w meczu Pucharu Polski z Pogonią Siedlce. 6 września 2014 w ligowym spotkaniu z Olimpią Grudziądz (2:3), strzelił swoją pierwszą bramkę dla Bytovii. Ogólnie sezon 2014/15 zakończył z 2 trafieniami i 3 asystami na koncie. W kolejnym sezonie wystąpił w 13 spotkaniach drużyny z Bytowa, a po jego zakończeniu klub nie zdecydował się na przedłużenie kontraktu.
W lipcu 2016 został zawodnikiem Widzewa Łódź. W nowym klubie zadebiutował 7 sierpnia 2016 w meczu I kolejki III ligi przeciwko Świtowi Nowy Dwór Mazowiecki. Zawodnik spędził na boisku 90 minut i zdobył dwie bramki, zapewniając Widzewowi zwycięstwo 2:0. 18 marca 2017 zdobył bramkę w meczu z Motorem Lubawa (2:0), będącym inauguracją nowego stadionu Widzewa Łódź.
W styczniu 2021 został członkiem sztabu szkoleniowego klubowej akademii Widzewa, jednocześnie dołączając do drużyny rezerw, w której występował do końca sezonu 2023/2024.
21 marca 2025 został zawodnikiem Orła Parzęczew, występującego w łódzkiej klasie okręgowej. 

## Kariera reprezentacyjna
W kadrze U-21 debiutował 5 września 2008 w towarzyskim spotkaniu ze Szwecją (0:1), za kadencji Stefana Majewskiego. 9 września, wystąpił w meczu eliminacji do Mistrzostw Europy U-21, przeciwko Gruzji (5:0). W młodzieżówce po raz ostatni wystąpił 26 maja 2010 roku w towarzyskim meczu z reprezentacją Albanii (2:2).

## Statystyki

### Klubowe
Aktualne na 19 lipca 2020:
| Klub               | Sezon              | Liga               | Liga  | Liga   | Puchar kraju | Puchar kraju | Europa | Europa | Puchar ligi | Puchar ligi | Suma  | Suma   |
| Klub               | Sezon              | Liga               | Mecze | Bramki | Mecze        | Bramki       | Mecze  | Bramki | Mecze       | Bramki      | Mecze | Bramki |
| ------------------ | ------------------ | ------------------ | ----- | ------ | ------------ | ------------ | ------ | ------ | ----------- | ----------- | ----- | ------ |
| Polonia Warszawa   | 2005/2006          | Ekstraklasa        | 2     | 0      | 0            | 0            | –      | –      | –           | –           | 2     | 0      |
| Polonia Warszawa   | 2006/2007          | I liga             | 22    | 2      | 1            | 0            | –      | –      | –           | –           | 23    | 2      |
| Polonia Warszawa   | 2007/2008          | I liga             | 29    | 6      | 2            | 1            | –      | –      | –           | –           | 31    | 7      |
| Polonia Warszawa   | 2008/2009          | Ekstraklasa        | 22    | 6      | 3            | 0            | –      | –      | 6           | 0           | 31    | 6      |
| Polonia Warszawa   | 2009/2010          | Ekstraklasa        | 10    | 0      | 0            | 0            | 3      | 0      | –           | –           | 13    | 0      |
| Polonia Warszawa   | Ogólnie            | Ogólnie            | 85    | 14     | 6            | 1            | 3      | 0      | 6           | 0           | 100   | 15     |
| Termalica (wyp.)   | 2010/2011          | I liga             | 15    | 0      | 0            | 0            | –      | –      | –           | –           | 15    | 0      |
| Termalica (wyp.)   | Ogólnie            | Ogólnie            | 15    | 0      | 0            | 0            | 0      | 0      | 0           | 0           | 15    | 0      |
| Polonia Bytom      | 2011/2012          | I liga             | 29    | 7      | 2            | 0            | –      | –      | –           | –           | 31    | 7      |
| Polonia Bytom      | Ogólnie            | Ogólnie            | 29    | 7      | 2            | 0            | 0      | 0      | 0           | 0           | 31    | 7      |
| Zawisza Bydgoszcz  | 2012/2013          | I liga             | 26    | 7      | 0            | 0            | –      | –      | –           | –           | 26    | 7      |
| Zawisza Bydgoszcz  | Ogólnie            | Ogólnie            | 26    | 7      | 0            | 0            | 0      | 0      | 0           | 0           | 26    | 7      |
| GKS Tychy          | 2013/2014          | I liga             | 18    | 0      | 2            | 0            | –      | –      | –           | –           | 20    | 0      |
| GKS Tychy          | Ogólnie            | Ogólnie            | 18    | 0      | 2            | 0            | 0      | 0      | 0           | 0           | 20    | 0      |
| Bytovia Bytów      | 2014/2015          | I liga             | 26    | 2      | 1            | 0            | –      | –      | –           | –           | 27    | 2      |
| Bytovia Bytów      | 2015/2016          | I liga             | 12    | 0      | 1            | 0            | –      | –      | –           | –           | 13    | 0      |
| Bytovia Bytów      | Ogólnie            | Ogólnie            | 38    | 2      | 2            | 0            | 0      | 0      | 0           | 0           | 40    | 2      |
| Widzew Łódź        | 2016/2017          | III liga           | 32    | 17     | 1            | 1            | –      | –      | –           | –           | 33    | 18     |
| Widzew Łódź        | 2017/2018          | III liga           | 33    | 6      | 2            | 2            | –      | –      | –           | –           | 35    | 8      |
| Widzew Łódź        | 2018/2019          | II liga            | 22    | 4      | 0            | 0            | –      | –      | –           | –           | 22    | 4      |
| Widzew Łódź        | 2019/2020          | II liga            | 20    | 2      | 2            | 0            | –      | –      | –           | –           | 22    | 2      |
| Widzew Łódź        | Ogólnie            | Ogólnie            | 107   | 29     | 5            | 3            | 0      | 0      | 0           | 0           | 112   | 32     |
| Ogólnie w karierze | Ogólnie w karierze | Ogólnie w karierze | 318   | 59     | 17           | 4            | 3      | 0      | 6           | 0           | 344   | 63     |